# Michael Endlicher
Michael Endlicher (* 24. November 1996) ist ein österreichischer Fußballspieler.

## Karriere

### Verein
Endlicher begann seine Karriere beim FK Austria Wien. Nachdem er zunächst in der Akademie gespielt hatte, debütierte er im Mai 2014 für die Amateurmannschaft in der Regionalliga, als er am 29. Spieltag der Saison 2013/14 gegen den Wiener Sportklub in der Startelf stand und in der 75. Minute durch Manprit Sarkaria ersetzt wurde.
Im April 2015 gab er sein Debüt für die Profis der Austria in der Bundesliga, als er am 29. Spieltag der Saison 2014/15 gegen den Wolfsberger AC in der 82. Minute für Thomas Salamon eingewechselt wurde.
Zur Saison 2017/18 wechselte er zum FCM Traiskirchen. Für Traiskirchen kam er in jener Saison in allen 31 Regionalligaspielen zum Einsatz und erzielte dabei zwei Tore. Zur Saison 2018/19 wechselte er zum Ligakonkurrenten FC Stadlau. Für Stadlau absolvierte er in jener Saison 26 Spiele in der Regionalliga, aus der man zu Saisonende als Vorletzter jedoch absteigen musste.
Daraufhin wechselte er zur Saison 2019/20 zum Regionalligisten SC Wiener Neustadt. Nach 14 Einsätzen für Wiener Neustadt wechselte er im Jänner 2020 zum Ligakonkurrenten SC Team Wiener Linien. In zwei Jahren beim TWL kam er zu 31 Regionalligaeinsätzen, in denen er viermal traf.
Im Jänner 2022 wechselte Endlicher zum fünftklassigen SC Korneuburg.

### Nationalmannschaft
Endlicher spielte 2011 erstmals für eine österreichische Jugendnationalauswahl. Mit der U-17-Mannschaft nahm er 2013 an der Weltmeisterschaft teil.